# Macintosh LC-familie

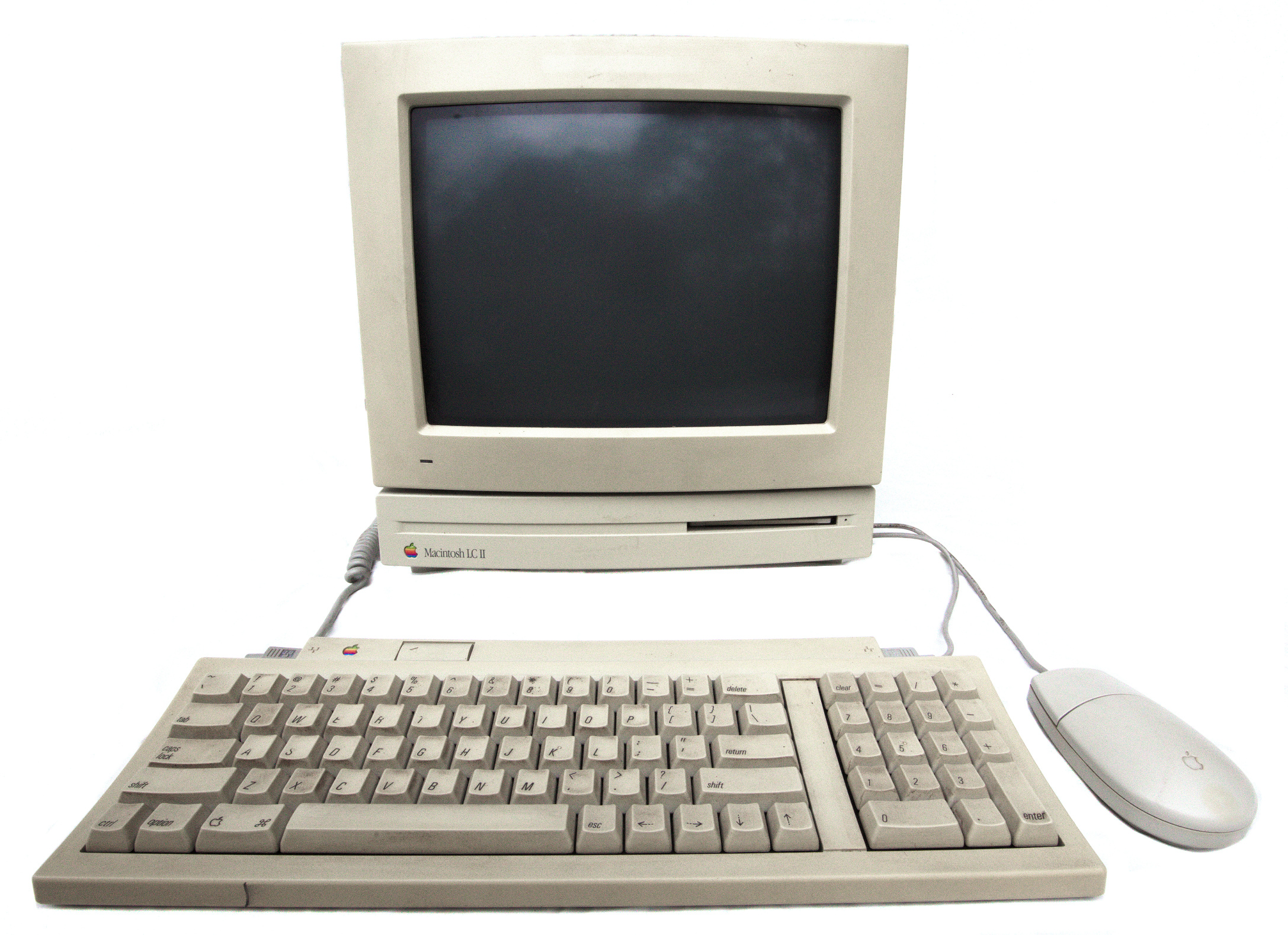
Apple Macintosh LC II met een Macintosh 12" RGB scherm, toetsenbord en muis

Macintosh LC is een serie computers die ontworpen, gefabriceerd en verkocht werd door Apple Computer, Inc. van 1990 tot 1997. Net als de Macintosh IIsi en de Macintosh Classic behoorde de LC tot een nieuwe generatie van goedkopere Macintosh-computers (Engels: "Low Cost"). De LC bood dezelfde algemene prestaties als de Macintosh II voor de helft van de prijs.
Een van de doelstellingen van Apple was om met de LC een computer te produceren die verkocht kon worden aan scholen voor dezelfde prijs als een Apple IIgs, een machine die zeer succesvol was in de onderwijsmarkt. Niet lang nadat de Apple IIe Card voor de LC werd geïntroduceerd, kondigde Apple officieel het einde van de IIGS aan, omdat het bedrijf zijn verkoop- en marketinginspanningen op de LC wilde concentreren.
De originele Macintosh LC werd geïntroduceerd in oktober 1990, met updates in de vorm van de LC II en LC III in 1992 en begin 1993. Deze vroege modellen gebruikten allemaal een "pizzadoos"-behuizing. Medio 1993 werd het aanbod uitgebreid met de Macintosh LC 500-serie van alles-in-één desktopcomputers met een behuizing die vergelijkbaar was met de Macintosh Color Classic die begin 1993 geïntroduceerd was. De LC 500-serie was echter aanzienlijk groter en zwaarder vanwege het grotere scherm en de ingebouwde cd-romspeler en stereoluidsprekers.
Apple heeft in totaal twaalf verschillende LC-modellen geproduceerd, waarvan de laatste, de Power Macintosh 5300 LC, tot begin 1997 te koop was. De meeste LC-modellen hadden een equivalent in de Performa-serie die vanaf 1992 op de consumentenmarkt aangeboden werd.

## Modellen

### Desktop
| Model   | CPU            | RAM     | HD         | Video RAM     | Mac OS        | Uitbreidingssleuf | Equivalent                     | Jaren             |
| ------- | -------------- | ------- | ---------- | ------------- | ------------- | ----------------- | ------------------------------ | ----------------- |
| LC      | 16 MHz 68020   | 2-10 MB | 40-80 MB   | 256-512 KB    | 6.0.6 - 7.5.5 | LC PDS            | -                              | 10/1990 - 03/1992 |
| LC II   | 16 MHz 68030   | 4-10 MB | 40-80 MB   | 256-512 KB    | 7.0.1 - 7.6.1 | LC PDS            | Performa 400-430               | 03/1992 - 03/1993 |
| LC III  | 25 MHz 68030   | 4-36 MB | 80-160 MB  | 512-768 KB    | 7.1 - 7.6.1   | LC III PDS        | Performa 450                   | 02/1993 - 02/1994 |
| LC III+ | 33 MHz 68030   | 4-36 MB | 80-160 MB  | 512-768 KB    | 7.1 - 7.6.1   | LC III PDS        | Performa 460-467               | 10/1993 - 02/1994 |
| LC 475  | 25 MHz 68LC040 | 4-36 MB | 80-250 MB  | 512 KB - 1 MB | 7.1 - 8.1     | LC III PDS        | Performa 475, Quadra 605       | 10/1993 - 07/1996 |
| LC 630  | 33 MHz 68LC040 | 4-36 MB | 250-500 MB | 1 MB          | 7.1.2P - 8.1  | LC PDS/Comm/Video | Performa 630-640CD, Quadra 630 | 07/1994 - 10/1995 |

### Alles-in-één
| Model        | CPU            | RAM     | HD         | Video RAM     | Mac OS       | Uitbreidingssleuf | Equivalent           | Jaren             |
| ------------ | -------------- | ------- | ---------- | ------------- | ------------ | ----------------- | -------------------- | ----------------- |
| LC 520       | 25 MHz 68030   | 4-36 MB | 80-160 MB  | 512-768 KB    | 7.1 - 7.6.1  | LC PDS            | Performa 520         | 06/1993 - 02/1994 |
| Macintosh TV | 32 MHz 68030   | 4-8 MB  | 160 MB     | 512 KB        | 7.1 - 7.6.1  | -                 | -                    | 10/1993 - 02/1994 |
| LC 550       | 33 MHz 68030   | 4-36 MB | 80-160 MB  | 512-768 MB    | 7.1 - 7.6.1  | LC PDS            | Performa 550-560     | 02/1994 - 03/1995 |
| LC 575       | 33 MHz 68LC040 | 4-68 MB | 160-320 MB | 512 KB - 1 MB | 7.1 - 8.1    | LC PDS/Comm       | Performa 575-578     | 11/1994 - 03/1996 |
| LC 580       | 33 MHz 68LC040 | 4-52 MB | 500 MB     | 1 MB          | 7.1.2P - 8.1 | LC PDS/Comm/Video | Performa 580CD-588CD | 04/1995 - 03/1996 |

## Fotogalerij

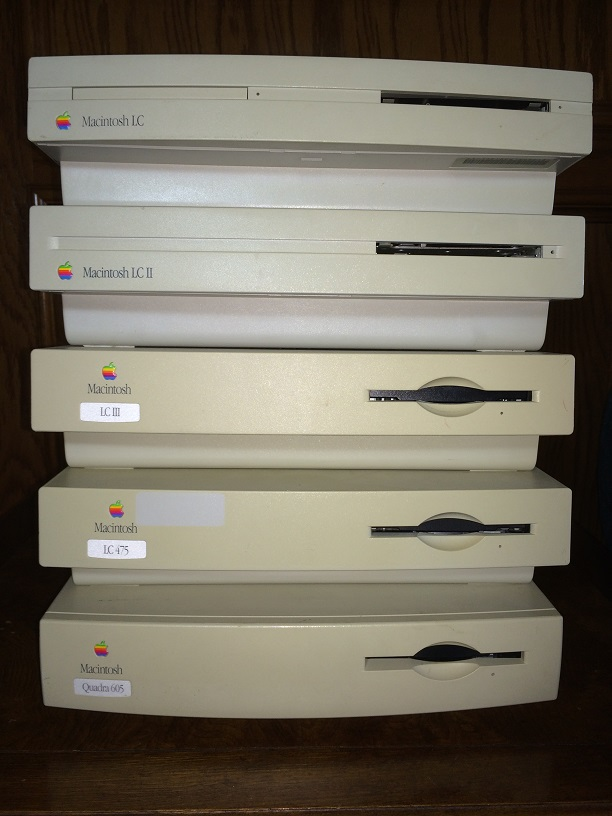
Van boven naar onder: LC, II, III, 475, Quadra 605 (vooraanzicht)
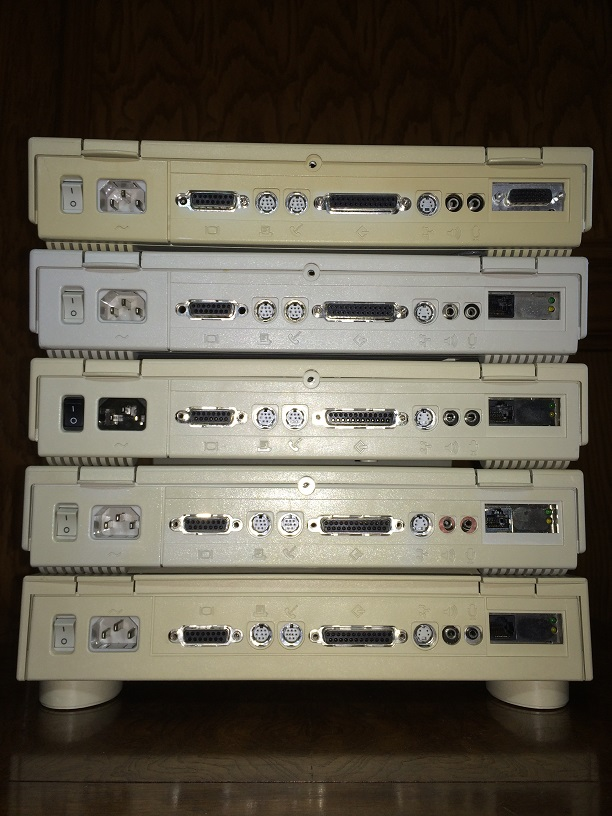
Van boven naar onder: LC, II, III, 475, Quadra 605 (achteraanzicht)
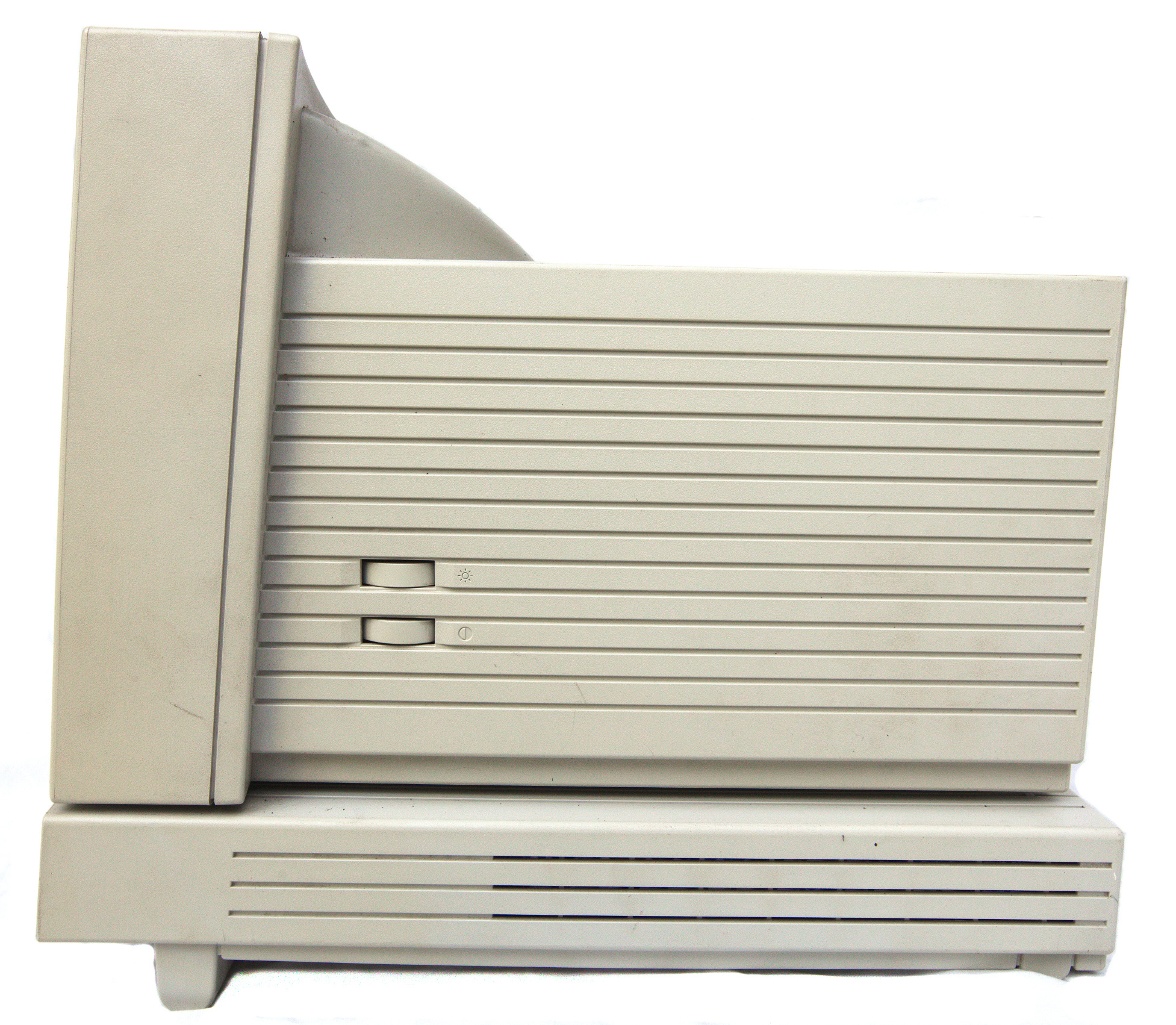
Macintosh LC II, zijaanzicht
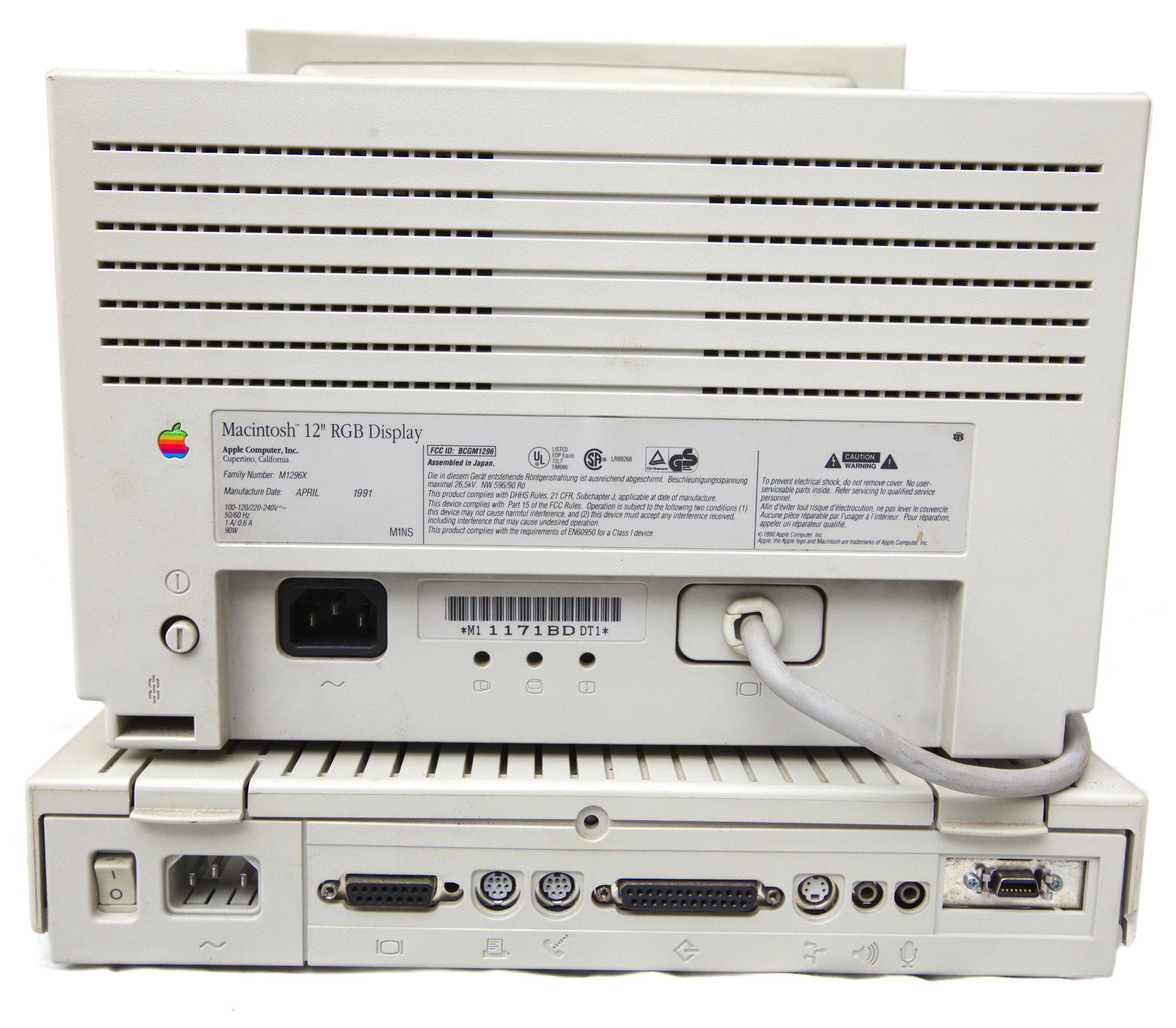
Macintosh LC II, achteraanzicht met de connectoren van links naar rechts: stroom, scherm, printer, modem, SCSI, ADB, audio out, audio in, ethernet (via PDS)
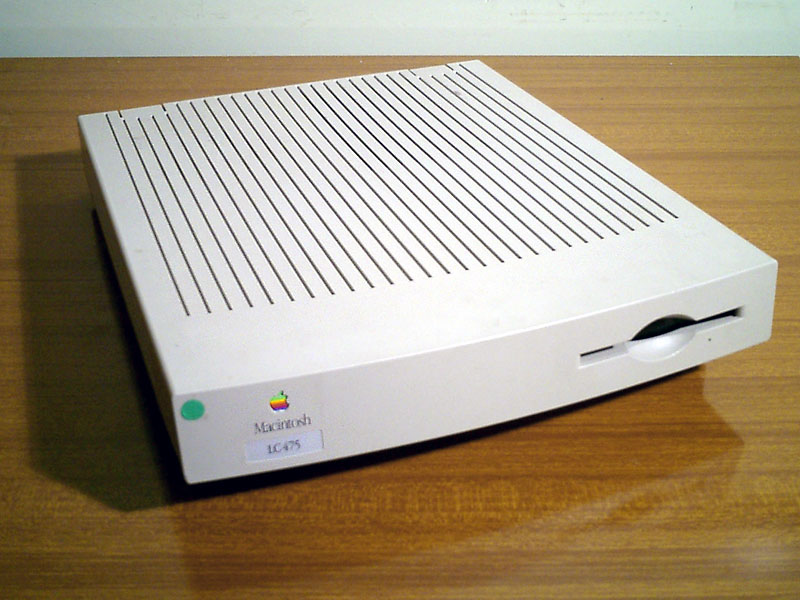
De "pizzadoos"-behuizing van de LC-familie
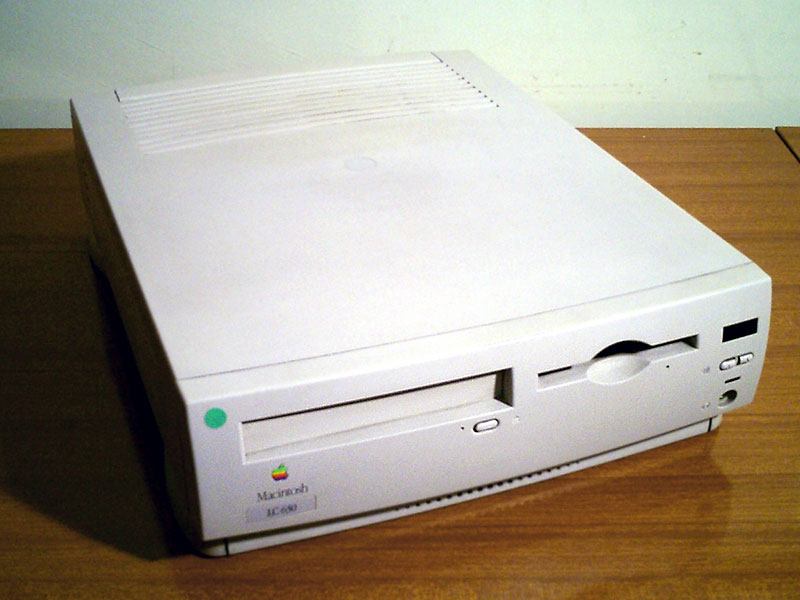
De behuizing van de LC 630 met plaats voor een interne cd-romspeler
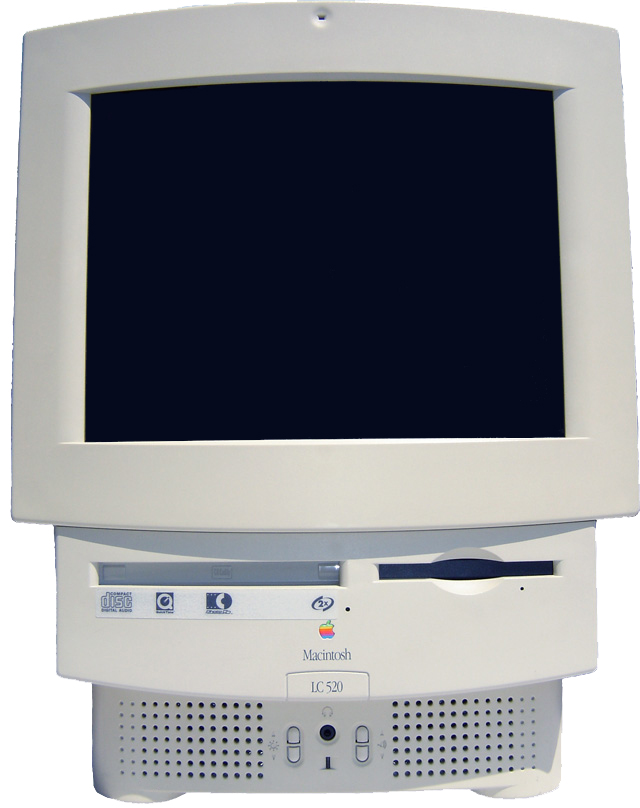
De "alles-in-één"-behuizing van de LC 500-serie
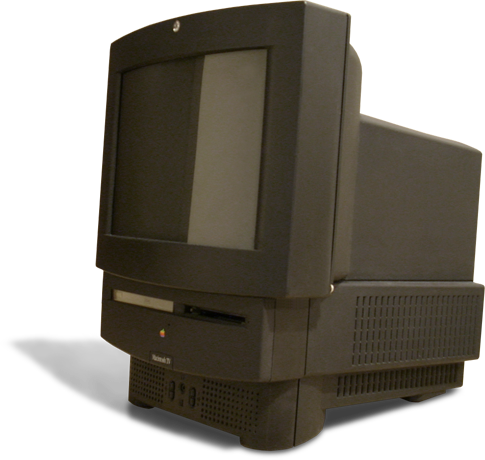
Macintosh TV

Uit productie: 1984: Macintosh 128K, Macintosh 512K · 1985: Macintosh XL · 1986: Macintosh Plus · 1987: Macintosh II, Macintosh SE · 1988: Macintosh IIx · 1989: Macintosh SE/30, Macintosh IIcx, Macintosh IIci, Macintosh Portable · 1990: Macintosh IIfx, Macintosh Classic, Macintosh IIsi, Macintosh LC serie · 1991: Macintosh Quadra 700, Macintosh Quadra 900, Apple PowerBook · Macintosh Classic II · 1992: Macintosh IIvx, Macintosh Quadra 950, PowerBook Duo, Macintosh Performa serie · 1993: Macintosh Centris serie, Macintosh Color Classic, Macintosh TV · Apple Workgroup Server · 1994: Power Macintosh · 1997: Power Macintosh G3, PowerBook G3, Twentieth Anniversary Macintosh · 1998: iMac · 1999: iBook, Power Mac G4 · 2000: Power Mac G4 Cube · 2001: PowerBook G4 · 2002: eMac, iMac G4 · 2003: Xserve, Power Mac G5 · 2004: iMac G5 · 2005: Mac mini · 2006: MacBook · 2015: MacBook (Retina) · 2017: iMac Pro

Huidige modellen: MacBook Air, MacBook Pro, iMac, Mac mini, Mac Studio, Mac Pro